# Mortoniella similis
Mortoniella similis is een schietmot uit de familie Glossosomatidae. De soort komt voor in het Neotropisch gebied.